# Cobra Gold
Hổ Mang Vàng là cuộc tập trận lớn nhất châu Á - Thái Bình Dương được tổ chức hàng năm tại Thái Lan.
Hổ Mang Vàng đầu tiên, được tổ chức vào năm 1982, với sự tham gia tập trận của quân đội hai nước Hoa Kỳ-Thái Lan. Các quốc gia có tham gia thường xuyên khác là Indonesia, Nhật Bản, Malaysia, Singapore và Hàn Quốc.
Một số quốc gia quan sát viên thường được mời, bao gồm Campuchia, Trung Quốc, Lào, Myanmar, Hà Lan, New Zealand, Nga, Nam Phi, Sri Lanka, và Đông Timor.